# Ksar Lamsa
Ksar Lemsa (àrab: قصر اللِمْسَة, Qaṣr al-Limsa) és un jaciment arqueològic de Tunísia a la governació de Kairuan, a la delegació d'Oueslatia. Es tracta d'una fortalesa romana d'Orient força ben conservada. És del segle vi i va rebre el seu nom dels àrabs (Ksar vol dir ‘fortalesa’ i Lemsa deriva, probablement, del nom anterior romà, Limisa). Té actualment 29 x 31 metres amb torres de 12 metres d'altura i muralles de 7 metres, però fou molt més gran. A la vora hi ha algunes restes d'un amfiteatre i alguns edificis d'ús incert, alguns esglésies que s'estan estudiant. La fortalesa en si mateixa és com una ciutat amb cambres, cisternes, magatzems, una església i tot el necessari per resistir un setge; els pisos de les terres han caigut però les parets es conserven.
Limisa fou un municipi romà al final del segle ii o principis del iii (entre 194 i 208) segons acrediten unes inscripcions trobades que l'esmenten com a ciutat de sufets amb una cúria i almenys un magistrat o dos (municipium Septimium Aurelium Limisum). A l'edat mitjana encara era una activa ciutat comercial. Fou excavada per Khaled Belkhodja.
A 8 km al sud hi ha una torre funerària. A la vora de Ksar Lemsa hi ha una font mineral molt apreciada.